# Dalny (cargo)
Pour les articles homonymes, voir Dalny (homonymie).
Le Dalny était un cargo à vapeur de 6 672 tonnes de déplacement.